# George Bannister
George Bannister (geboren zwischen 1893 und 1897 bei Bruce Bay, Neuseeland; gestorben 1932) war ein neuseeländischer Bergsteiger.

## Leben
Er kam Ende des 19. Jahrhunderts bei den Ansiedlungen in der Bruce Bay als Sohn des Engländers John William Bannister und dessen Frau Hera, Nachkommin von Te Koeti Turanga, zur Welt. In Begleitung seines Onkels Butler Te Koeti kam Bannister erstmals zum Hermitage in Aoraki/Mount Cook. Er nahm dort seine Arbeit auf und beteiligte sich an Touren in die Berge, wobei ihm auch die vierte Besteigung des Mount Elie de Beaumont gelang. Am 27. Februar 1912 bestieg er zusammen mit Samuel Turner und Darby Thomson den 3724 m hohen Aoraki/Mount Cook, den höchsten Berg des Landes. Er war damit der erste Māori auf dem Gipfel. 1913 heiratete er Jane Olive Scott. Er starb 1932.